# Calomicroides
Calomicroides – wymarły rodzaj chrząszczy z rodziny stonkowatych i podrodziny Galerucinae. Jego jedynym znanym gatunkiem jest Calomicroides danicus. Żył w eocenie na terenach współczesnej Skandynawii.

## Taksonomia
Rodzaj i jego gatunek typowy opisane zostały po raz pierwszy w 2016 roku przez Konstantina Nadeina na łamach Papers in Palaeontology, w publikacji współautorstwa Jewgienija Perkowskiego i Aleksieja Mosejki. Opisu dokonano na podstawie inkluzji okazu w bursztynie, odnalezionym w Danii. Holotyp zdeponowany został w Muzeum Historii Naturalnej w Kopenhadze. Skamieniałości datowane są na dolny eocen.
Nazwa rodzajowa pochodzi od nazwy podobnego rodzaju współczesnego, Calomicrus. Epitet gatunkowy oznacza po łacinie „duński”.

## Morfologia
Chrząszcz ten miał jajowate w zarysie ciało o długości około 3,3 mm i szerokości około 2 mm. Ubarwiony był żółtawo. Wierzch ciała miał gładki, bezładnie i gęsto punktowany oskórek.
Głowa była trochę węższa od przedplecza; miała duże i wypukłe ciemię, trójkątne i nieco wyniesione czoło z pośrodkowym żeberkiem wchodzącym nieco między panewki czułkowe, dobrze rozwinięte guzy czołowe oraz okrągławe oczy złożone oddzielone od ciemienia głębokimi bruzdami supraokularnymi. Panewki czułkowe leżały między oczami poniżej ich przednich krawędzi, a ich rozstaw nie przekraczał ich średnicy. Nitkowate czułki budowało jedenaście członów, z których ostatni miał spiczasty wierzchołek. 
Poprzeczne przedplecze było węższe od pokryw, pozbawione wcisków, o słabo wykształconych przednio-bocznych nabrzmiałościach szczecinkonośnych i bardzo dużych, silnie wystających tylno-bocznych nabrzmiałościach szczecinkonośnych. Przednia krawędź przedplecza była prosta i nieobrzeżona, boczne zaokrąglone i rozszerzone, a tylna wypukła z wyprostowanym odcinkiem środkowym. Niewielka tarczka miała trójkątny kształt. Wydłużone i stopniowo ku tyłowi rozszerzone, równomiernie wysklepione pokrywy pozbawione były nabrzmiałości i żeberek, natomiast miały zaznaczone guzy barkowe. Podgięcia pokryw ciągnęły się aż do ich wierzchołkowych kątów i na całej długości widoczne były patrząc z boku. Śródpiersie było bardzo krótkie, podczas gdy zapiersie bardzo długie, trzykrotnie dłuższe od pierwszego z widocznych sternitów odwłoka. Odnóża były długie i smukłe.

## Paleoekologia
Bursztyn bałtycki znajdywany w Danii dostarcza licznych skamieniałości stawonogów. Skład ich fauny jest znacząco odmienny od bursztynu bałtyckiego z rejonów Zatoki Gdańskiej i najbardziej przypomina ten z bursztynu rówieńskiego. Zgodnie z hipotezą S.G. Larssona w 1978 roku bursztyn znajdowany na Półwyspie Jutlandzkim wytworzony został w lasach rosnących na terenach obecnej południowo-zachodniej Szwecji. Obecność w składzie faunistycznym rodzajów znanych obecnie tak ze strefy umiarkowanej, jak i tropikalnej wskazuje na występowanie tam wówczas zrównoważonego klimatu o chłodnych latach i ciepłych zimach.
Przynależność taksonomiczna drzew, z których pochodziła żywica, nie jest pewna, ale przypuszczalnie były to sosny, modrzewniki lub sośnice. W skład entomofauny tworzonych przez nie w priabonie lasów wchodziły m.in. pluskwiaki z rodzajów Baltichaitophorus, Electrocallis, Germaraphis, Mengeaphis, Megantennaphis, Oligocallis, Palaeophyllaphis, Palaeonewsteadia, Pseudamphorophora, Schizoneurites i Weitschatus, karaczany z rodzajów Electrotermes i  Proelectrotermes, chrząszcze z rodzajów Ampharthropelma, Archinvolvulus, Baltoconapium, Electrotribus, Paleomolpus, Paraphloeostiba, Paonaupactus, Phyllodrepa i Psyllototus, błonkoskrzydłe z rodzajów Dencyrtus, Gnamptogenys, Holepyris, Hypoponera, Pachycondyla, Plastanoxus, Sierola i Tetraponera.